# Onilê

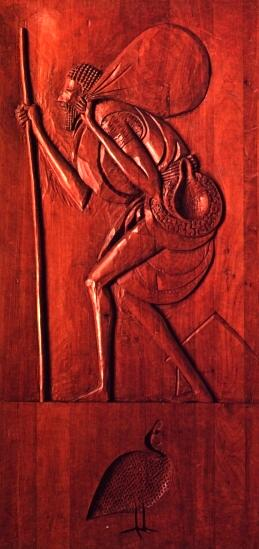
Onile - escultura de Carybé em madeira, em exposição no Museu Afro-Brasileiro, Salvador, Bahia, Brasil

Onilê (representação coletiva dos espíritos que moram dentro da terra) ou Onile (iorubá Onílẹ̀) um orixá no  Candomblé que significa o dono da casa ou (O Grande lavrador).
(Não confundir com Onilé também chamada de Mãe Terra).